# Jules Helbronner
Jules Helbronner (né le 23 décembre 1844 à Paris et mort le 25 novembre 1921 à Ottawa) est un journaliste, militant ouvrier, fonctionnaire et réformateur social. Il signait parfois avec les pseudonymes Jean-Baptiste Gagnepetit et Julien Verronneau.
Rédacteur pour La Presse de Montréal, il rédigea des centaines d'articles favorables aux revendications du mouvement ouvrier à partir de 1884. Devenu rédacteur en chef de La Presse de 1892 à 1908, il continue alors de défendre des positions similaires. Il s'est aussi fait connaitre pour son militantisme au sein d'organisations syndicales et pour sa défense de l'héritage juif.
En 1901 et en 1902, il entreprit une campagne de dénonciation de Louis-Gaspard Robillard, président de l'Union franco-canadienne, une populaire compagnie d'assurances dont il avait détourné les fonds.